# Ramón Escovar Salom
Ramon Escovar Salom (Barquisimeto, 23 juli 1926 - Caracas, 9 september 2008) was een Venezolaans politicus, rechtsgeleerde, hoogleraar en columnist. Hij was verschillende malen minister en was verder ambassadeur en procureur-generaal. Hij werd in 1994 gekozen tot eerste openbaar aanklager van het Joegoslavië-tribunaal, maar trok zich voortijdig terug om Minister van Binnenlandse Zaken te worden.

## Levensloop
Escovar studeerde aan de Centrale Universiteit van Venezuela en behaalde hier een graad in de rechten en een doctoraat in politicologie. Zijn loopbaan kende enerzijds een politiek en diplomatiek verloop, terwijl hij daarnaast nauw verbonden bleef aan de universiteit. Escovar was lid van de Academie van Politieke en Sociale Wetenschappen van Venezuela.
Hij begon zijn loopbaan in 1948 als gekozen lid van het parlement van de staat Lara. Hij werd nog hetzelfde jaar gekozen en voor de vier erop volgende termijnen herkozen voor Lara in het nationale congres en was van 1959 tot 1964 senator voor het district Caracas. Vervolgens was hij van 1964 tot 1966 Minister van Justitie. Hierna speelde hij weer een vooraanstaande rol als congreslid. Van 1974 tot 1975 was hij Minister van het Secretariaat van de President en aansluitend tot 1977 Minister van Buitenlandse Zaken.
Van 1947 tot 1977 was hij ernaast hoogleraar op het gebied van grondrechten aan de Centrale Universiteit van Venezuela. Daarnaast had hij vanaf 1958 ook verschillende andere functies aan de universiteit. Vanaf 1979 was hij fellow en vervolgens gastdocent aan het centrum van internationale betrekkingen van de Harvard-universiteit en van 1982 tot 1983 was hij Simon Bolivar-hoogleraar aan de Universiteit van Cambridge.
Van 1986 tot 1989 was hij ambassadeur in Frankrijk. Vervolgens was hij vanaf 1989 procureur-generaal, tot hij in 1994 werd benoemd tot Minister van Binnenlandse Zaken. In deze functie trad hij in 1994 en 1995 vijf maal op als plaatsvervangend president van Venezuela.
In oktober 1993 werd hij benoemd tot openbaar aanklager van het Joegoslavië-tribunaal. Voordat hij in februari 1994 echter zijn ambt zou beginnen, trok hij zich terug om Minister van Binnenlandse Zaken te worden in zijn eigen land. Plaatsvervangend openbaar aanklager Graham Blewitt nam zijn taken waar tot hij in juli 1994 werd opgevolgd door Richard Goldstone.
Volgens een biografie van de Verenigde Naties had hij in 1996 al 39 nationale onderscheidingen ontvangen, waaronder in de Orde van de Bevrijder, de Orde van Francisco de Miranda en de Orde van Andrés Bello. Daarnaast ontving hij talrijke onderscheidingen uit andere landen in Latijns-Amerika, Europa en het Midden-Oosten.

## Werk
Escovar bracht een groot aantal publicaties voort op politiek en juridisch gebied, waarvan El Amparo en Venezuela in 1971 werd onderscheiden in Venezuela en América Latina: El Juego Sin Fronteras het jaar erop in Mexico. Hij schreef meer dan veertig jaar lang columns voor de landelijke krant El Nacional.

### Publicaties (selectie)
- 1959: Manual político del venezolano, met Francisco Javier Yánez, Academia Nacional de la Historia, Caracas
- 1961: La universidad y la construcción nacional, Ediciones Universidad Central de Venezuela, Caracas
- 1965: El proceso de la legalidad en los países en desarrollo, Caracas
- 1965: Evolución histórica del situado constitucional, met Santiago Gerardo Suarez, Venezuela Prensas Venezolanas de Ed. Arte, Caracas
- 1966: La justicia y la acción, Editorial Arte, Caracas
- 1966: Orden politico e historia en Venezuela, Italgráfica, Caracas
- 1970: La ventana de papel : crónicas, ensayos y discursos, Monte Avila Editores, Caracas
- 1971: El amparo en Venezuela, Colegio de Abogados del Distrito Federal, Caracas
- 1972: América Latina: el juego sin fronteras,  Fondo de Cultura Económica, Mexico
- 1975: Evolución política de Venezuela, Monte Avila Editores, Caracas
- 1981: Venezuela sin Betancourt, El Nacional, Caracas
- 1985: Cuaderno de prueba y error, ISBN 9789802220366
- 1985: Evolución constitucional de nuestra república y otros textos, met Ambrosio Oropeza, Academia de Ciencias Políticas y Sociales, Caracas
- 1986: Apertura hacia el futuro de Venezuela, Cuadernos Lagoven, Caracas
- 1993: El Fiscal General, ISBN 9789802632077
- 1994: El oficio de gobernar, Planeta
- 2006: Los demonios de la democracia, ISBN  9789803882983
- 2007: Memorias de ida y vuelta, ISBN 9789803883713